# Баранівський район
Бара́нівський райо́н — колишня адміністративно-територіальна одиниця Волинської округи, УРСР, Київської та Житомирської областей УРСР та України з адміністративним центром у м. Баранівка. 
Знаходився у межах історичного регіону Волинь, охоплював територію 1 тис. км². На території району було розташовано 5 селищ міського типу: Полянка, Першотравенськ, Довбиш, Мар'янівка, Кам'яний Брід та 57 сіл. По колишній території Баранівського району проходить залізниця Звягель — Шепетівка. Населення становило 41 325 осіб (на 1.08.2013).

## Географія
Головною річковою артерією Баранівщини є річка Случ, але загалом на території району є 13 річок басейну Дніпра. Територією району протікають річки: Случ, Хомора, Нивна, Смолка, Церем, Дорогань, Видолоч, Немилянка та інші. Усього протікає 17 річок довжиною 207 км.
На території району є поклади корисних копалин: будівельні матеріали (граніти, каолін, глини, піски, лімоніти) та торф.

## Населення
За даними перепису населення СРСР 1939 року чисельність населення району становила 62 360 осіб, з них українців — 43 765, росіян — 2 119, німців — 1 209, євреїв — 4 086, поляків — 10 675, інших — 506.
Розподіл населення за віком та статтю (2001)
| Стать | Всього | До 15 років | 15-24 | 25-44 | 45-64 | 65-85 | Понад 85 |
| --- | ------ | ----------- | ----- | ----- | ----- | ----- | -------- |
| Чоловіки | 21 439 | 4535        | 2839  | 6296  | 5005  | 2660  | 104      |
| Жінки | 24 525 | 4295        | 2852  | 6262  | 5844  | 4914  | 358      |
| \| Статево-вікова піраміда \| Статево-вікова піраміда \| Статево-вікова піраміда \| \| ----------------------- \| ----------------------- \| ----------------------- \| \| Чоловіки \| Вік \| Жінки \| \| 104 \| 85 + \| 358 \| \| 191 \| 80-84 \| 517 \| \| 483 \| 75-79 \| 1193 \| \| 1048 \| 70-74 \| 1717 \| \| 938 \| 65-69 \| 1487 \| \| 1300 \| 60-64 \| 1826 \| \| 931 \| 55-59 \| 1100 \| \| 1250 \| 50-54 \| 1382 \| \| 1524 \| 45-49 \| 1536 \| \| 1625 \| 40-44 \| 1709 \| \| 1501 \| 35-39 \| 1477 \| \| 1648 \| 30-34 \| 1479 \| \| 1522 \| 25-29 \| 1597 \| \| 1355 \| 20-24 \| 1387 \| \| 1484 \| 15-20 \| 1465 \| \| 1696 \| 10-14 \| 1629 \| \| 1657 \| 5-9 \| 1519 \| \| 1182 \| 0-4 \| 1147 \| |        |             |       |       |       |       |          |
| Статево-вікова піраміда |        |             |       |       |       |       |          |
| Чоловіки | Вік    | Жінки       |       |       |       |       |          |
| 104 | 85 +   | 358         |       |       |       |       |          |
| 191 | 80-84  | 517         |       |       |       |       |          |
| 483 | 75-79  | 1193        |       |       |       |       |          |
| 1048 | 70-74  | 1717        |       |       |       |       |          |
| 938 | 65-69  | 1487        |       |       |       |       |          |
| 1300 | 60-64  | 1826        |       |       |       |       |          |
| 931 | 55-59  | 1100        |       |       |       |       |          |
| 1250 | 50-54  | 1382        |       |       |       |       |          |
| 1524 | 45-49  | 1536        |       |       |       |       |          |
| 1625 | 40-44  | 1709        |       |       |       |       |          |
| 1501 | 35-39  | 1477        |       |       |       |       |          |
| 1648 | 30-34  | 1479        |       |       |       |       |          |
| 1522 | 25-29  | 1597        |       |       |       |       |          |
| 1355 | 20-24  | 1387        |       |       |       |       |          |
| 1484 | 15-20  | 1465        |       |       |       |       |          |
| 1696 | 10-14  | 1629        |       |       |       |       |          |
| 1657 | 5-9    | 1519        |       |       |       |       |          |
| 1182 | 0-4    | 1147        |       |       |       |       |          |

Етнічний склад населення району на 2001 рік:
- українці — 86,9 %;
- поляки — 10,7 %;
- росіяни — 1,8 %;
- білоруси — 0,2 %;
- інші національності — 0,4 %[3].

Мовний склад Баранівського району станом на 2001 р.:
|                    | українська | російська | польська |
| Баранівський район | 98,5       | 1,3       | 0,1      |
| ------------------ | ---------- | --------- | -------- |
| м. Баранівка       | 98,1       | 1,7       | 0,0      |
| Берестівська с-да  | 99,1       | 0,6       | -        |
| Вірлянська с-да    | 99,4       | 0,6       | -        |
| Дубрівська с-да    | 98,9       | 0,7       | -        |
| Жарівська с-да     | 99,5       | 0,5       | -        |
| Зеремлянська с-да  | 96,7       | 2,8       | 0,2      |
| Йосипівська с-да   | 99,0       | 1,0       | -        |
| Кашперівська с-да  | 99,2       | 0,7       | 0,1      |
| Марківська с-да    | 98,7       | 1,2       | -        |
| Мокренська с-да    | 99,2       | 0,8       | -        |
| Радулинська с-да   | 99,8       | 0,2       | -        |
| Рогачівська с-да   | 99,0       | 1,0       | -        |
| Смолдирівська с-да | 99,3       | 0,4       | 0,3      |
| Суємецька с-да     | 99,4       | 0,6       | -        |
| Хижівська с-да     | 99,9       | -         | -        |
| Ялишівська с-да    | 98,5       | 1,5       | -        |

## Історія
Район було утворено 7 березня 1923 року в складі Житомирської округи Волинської губернії з 24 сільських рад Баранівської, Рогачівської та Смолдирівської волостей Новоград-Волинського повіту.
З 15 вересня 1930 року, через скасування округ, район перейшов у пряме підпорядкування до республіканського центру.
9 лютого 1932 року район увійшов до складу новоствореної Київської області. 
Баранівський район у 1932–1933 рр. входив до складу Київської області. За даними сільрад у районі в 1932–1933 рр. загинуло 731 чол., на сьогодні встановлено імена 664 чол. та 3-х родин.
Від 22 вересня 1937 року — у складі новоутвореної Житомирської області.
30 грудня 1962 року, указом Президії Верховної Ради УРСР, район ліквідовано, сільські ради передано до складу Дзержинського та Новоград-Волинського районів.
Відновлений 8 грудня 1966 року в складі 4 селищних та 16 сільських рад, що входили до Новоград-Волинського та Дзержинського районів.
Ліквідований відповідно до постанови Верховної Ради України від 17 липня 2020 року «Про утворення та ліквідацію районів».

## Адміністративний устрій
Адміністративно-територіально район поділяється на 1 міську об'єднану громаду, 1 селищну об'єднану громаду, 1 сільську об'єднану громаду і 2 селищних ради, які об'єднують 62 населених пунктів та підпорядковані Баранівській районній раді. Адміністративний центр — місто Баранівка.

## Промисловість
Територія Баранівського району доволі бідна ґрунтами для ведення сільськогосподарської діяльності, тому з давніх часів ця територія була одним з центрів ремісництва. На базі місцевих сировинних ресурсів розвинута фарфоро-фаянсова та скляна промисловість. Спеціалізація сільського господарства — рослинництво льонарське, картоплярське та тваринництво м'ясо-молочного напрямів.

## Персоналії
- Марущенко Володимир Станіславович — народний депутат України 5 скликання.
- Панчук Дмитро Оксентович — головний редактор газети «Житомирщина».

## Пам'ятки
- Пам'ятки історії Баранівського району
- Пам'ятки монументального мистецтва Житомирської області

## Політика
25 травня 2014 року відбулися Президентські вибори України. У межах Баранівського району були створені 53 виборчі дільниці. Явка на виборах складала — 67,59 % (проголосували 21 789 із 32 236 виборців). Найбільшу кількість голосів отримав Петро Порошенко — 55,19 % (12 026 виборців); Юлія Тимошенко — 16,73 % (3 646 виборців), Олег Ляшко — 12,94 % (2 820 виборців), Анатолій Гриценко — 4,33 % (943 виборців). Решта кандидатів набрали меншу кількість голосів. Кількість недійсних або зіпсованих бюлетенів — 1,13 %.